# Magic Melody
Magic Melody è un singolo del gruppo musicale tedesco beFour, pubblicato l'11 giugno 2007 come primo estratto dal primo album in studio All 4 One.

## Descrizione
Si tratta di una cover del brano del 1998 Pesenka del gruppo musicale russo Ruki Vverch, già portato al successo nel 2000 grazie alla versione degli A Touch of Class intitolata Around the World (La La La La La).

## Tracce
CD-Maxi (Pop 'N' Roll 06025 1739172 (UMG) / EAN 0602517391727)
1. Magic Melody – 3:39
2. Fly Around the World – 3:47
3. Wind sind – 2:18

+ beFour Sticker

## Classifiche
| Classifica (2007) | Posizione raggiunta |
| ----------------- | ------------------- |
| Austria           | 11                  |
| Svizzera          | 14                  |
| Germania          | 16                  |